# Złota era gier arcade
Złota era gier arcade – okres zwiększonej popularności i innowacji automatów do gier wideo. Pomimo że nie ma konsensusu dotyczącego konkretnej daty, większość źródeł mówi o wczesnych latach 80.

## Ramy czasowe
Walter Day z Twin Galaxies uważa, że złota era gier arcade trwała od 18 stycznia 1982 do 5 stycznia 1986. Dziennikarz Jason Whittaker z The Cyberspace Handbook uważa, że rozpoczęła się ona w 1978 poprzez premierę gry Space Invaders, która według niego zakończyła zapaść gier wideo w 1977, rozpoczynając odrodzenie przemysłu gier komputerowych i rewolucję gier wideo.
Dziennikarz gier wideo Steven L. Kent w swojej książce The Ultimate History of Video Games datuje to między 1979 a 1983. Książka opisuje, że 1979 był rokiem, gdzie Space Invaders zaczął zdobywać znaczną popularność w Stanach Zjednoczonych, i w którym pojawiła się grafika wektorowa, co z kolei stworzyło wiele pierwszych popularnych gier arcade. Jednakże rok 1983 był okresem, który zapoczątkował „dość stały upadek” w grach na wrzucane monety i wiele gier tego typu zaczęło znikać.

## Historia
Podczas późnych lat 70. technologia używana w grach wideo stała się na tyle złożona, by zaoferować dobrej jakości grafikę i dźwięk, ale ciągle była dosyć prosta (realistyczna grafika nadal nie była dostępna, a tylko niektóre gry miały nagrywany głos) więc sukces gry zależał od jakości rozgrywki. Ten nacisk na rozgrywkę spowodował, że wiele gier z tego okresu jest popularnych do dziś mimo upływu czasu i dostępu do nowszej technologii.
Według The History of Computing Project złotym okresem dla gier wideo był czas pomiędzy 1971 a 1983, w którym gry stały się ogólnodostępne i stworzyły nowy rynek zbytu, a także wrosła ilość dedykowanych urządzeń i zaczęto produkcję wielu gier instalowanych na kartridżach. 1971 został wybrany jako wcześniejszy początek z dwóch powodów: twórca gry Pong złożył kluczowy patent dotyczący technologii gier wideo i wydana została pierwsza maszyna do gier arcade Computer Space.
Inne opinie twierdzą, że okres ten rozpoczął się w późnych latach 70., kiedy kolorowe gry arcade stały się bardziej rozpowszechnione i automaty do gier zaczęły pojawiać się poza kręgielnią i barem, i trwał aż do połowy lat 80.
Renesans gier arcade nastąpił na początku lat 90. wraz z grą Street Fighter II.

### Biznes
Złoty wiek to czas wielkiej kreatywności technicznej i projektowania w grach arcade. Były one tworzone w różnych gatunkach, podczas gdy twórcy musieli działać w ramach ścisłych ograniczeń dostępnej mocy procesora i pamięci. Do tego czasu przemysł gier wideo był zalewany klonami gry Pong, co doprowadziło do ich upadku w 1977. Dobiegł on końca po sukcesie Space Invaders firmy Taito, co odnowiło branżę gier wideo. W tym okresie gry zaczęły się szybko rozprzestrzeniać po Ameryce Północnej, Europie i Azji. Liczba gier arcade w Ameryce Północnej zwiększyła się ponad dwukrotnie między 1980 a 1982; dochodząc do 13 000 (w porównaniu do 4 tysięcy w 1980). Zaczynając od Space Invaders, gry arcade zaczęły się pojawiać w supermarketach, restauracjach, sklepach monopolowych i stacjach paliwowych. W tym czasie gry na automaty stały się tak popularne jak sklepy typu convenience shop, a gry takie jak Pac-Man i Space Invaders pokazywały się w różnych miejscach w Stanach Zjednoczonych, nawet w zakładach pogrzebowych. Sprzedaż automatów do gier wideo znacząco wzrosła w tym okresie, z 50 milionów dolarów w 1978 do 900 milionów w 1981. Do 1982, wyszło 24 000 gier arcade, 400 000 salonów z grami i 1,5 miliona automatów w Ameryce Północnej.
W 1980, przychód z gier arcade wyniósł 2,8 miliarda dolarów. Do 1981, przemysł gier arcade w Stanach Zjednoczonych generował rocznie przychód 5 miliardów dolarów (12,52 miliarda dolarów w 2012). Przychód w przemyśle gier wideo w Stanach Zjednoczonych w roku 1981 wyniósł więcej niż 7 miliardów dolarów (który ma osiągnąć 17,53 miliarda dolarów w 2012), chociaż niektórzy analitycy ocenili, że prawdziwa kwota mogła być dużo większa. Do 1982, gry wideo stanowiły 87% z 8,9 miliarda dolarów w sprzedaży gier w Stanach Zjednoczonych. W 1982, dochód z przemysłu gier arcade był wyceniony na 8 miliardów dolarów (równe 18,87 miliarda dolarów w 2012), przewyższając roczny dochód zarówno muzyki pop (4 miliardy dolarów) i filmów z Hollywood (3 miliardy) wziętych razem. Także przewyższa łączne dochody z wszystkich głównych sportów w tamtym okresie.
Najbardziej dochodowe firmy z tego okresu to Taito (który zainicjował złotą erę ze Space Invaders i stworzył inne udane gry takie jak Gun Fight i Jungle King), Namco (japońska firma, która stworzyła Galaxian, Pac-Man, Pole Position i Dig Dug) i Atari (twórcy Computer Space, Pong i Asteroids). Inne firmy takie jak Sega (która później zaczęła produkować konsole domowe), Nintendo (ich maskotka, Mario, została pierwszy raz pokazana w 1981 w grze Donkey Kong), Bally Midway Manufacturing Company (która została później kupiona przez Williams), Cinematronics, Konami, Centuri, Williams i SNK.

### Złota era arcade w Polsce
Okres ten przypadał na czas PRL, gdzie dystrybucją wszystkich typów automatów do gier zajmowały się Zjednoczone Przedsiębiorstwa Rozrywkowe. Na sprzęcie można było zagrać w pojedynczych placówkach spółki, jednak same automaty sprowadzano na małą skalę. Ich dostępność zaczęła się zwiększać, gdy pod koniec lat 80. systemy stały się dostępne w prywatnych barakowozach a na początku lat 90. w pierwszych lokalach wolnostojących, gdzie były powoli wypierane przez nowsze typy automatów.